# Salon national des artistes animaliers
 (juin 2017).
Si vous disposez d'ouvrages ou d'articles de référence ou si vous connaissez des sites web de qualité traitant du thème abordé ici, merci de compléter l'article en donnant les références utiles à sa vérifiabilité et en les liant à la section « Notes et références ».
Le Salon national des artistes animaliers (SNAA) fondé en 1976 sous forme d'association régie par la loi de 1901 et financé par la ville de Bry-sur-Marne, a pour but de développer et mettre en valeur l’art animalier sous toutes ses formes,. 

## Mission
Ce salon a pour but de développer et valoriser l’art animalier en réalisant une exposition annuelle regroupant les œuvres (peintures, sculptures, etc.) d'une centaine d'artistes à l'hôtel de Malestroit à Bry-sur-Marne.

## Fondateurs
- Roger Bertrand Baron, sculpteur médailleur, coprésident fondateur du Salon national des artistes animaliers de 1974 à 1991.
- Étienne Audfray, sculpteur, coprésident fondateur du Salon national des artistes animaliers, maire de Bry-sur-Marne en 1976.

## Récompenses

### PrixÉdouard-Marcel Sandoz(1881-1971)
Offert par la Fondation Sandoz, ce prix est décerné à un sculpteur, pour l'ensemble de son œuvre.
- 1972 : Georges Guyot (1885-1973)
- 1973 : Georges Hilbert (1900-1982)
- 1974 : Gilbert Sacchetti et Robert Hainard (1906-1999)
- 1975 : Jean Joachim
- 1976 : René Perrot
- 1977 (1er salon) : Patrick Suiro
- 1978 (2e salon) : Pierre Clavaret
- 1979 (3e salon) : Jacques Birr
- 1980 (4e salon) : François Vitalis
- 1981 (5e salon) : René Rochard
- 1982 (6e salon) : Denise Weber
- 1983 (7e salon) : Claude Lhoste
- 1984 (8e salon) : Jean Graves
- 1985 (9e salon) : Pierre Bablon
- 1986 (10e salon) : René Goueffon
- 1987 (11e salon) : Henri Le Bihan
- 1988 (12e salon) : André Margat (1903 - 1997)
- 1989 (13e salon) : Michel Bassompierre (né en 1948)
- 1990 (14e salon) : Louis Vuillermoz (né en 1923)
- 1991 (15e salon) : François Galoyer
- 1992 (16e salon) : Huguette Gascon
- 1993 (17e salon) : Jean-François Flamand
- 1994 (18e salon) : non décerné
- 1995 (19e salon) : non décerné
- 1996 (20e salon) : Henri Mori
- 1997 (21e salon) : Jeanne-Marie Veron
- 1998 (22e salon) : Jean-François Leroy
- 1999 (23e salon) : Dominique William Simeon
- 2000 (24e salon) : Daniel Daviau
- 2001 (25e salon) : Lucien Ghomri
- 2002 (26e salon) : Jean Lemonnier (né en 1950)
- 2003 (27e salon) : François Chapelain-Midy
- 2004 (28e salon) : Vassil (né en 1949)
- 2005 (29e salon) : Jürgen Lingl Rebetez
- 2006 (30e salon) : Jean-Paul Douziech
- 2007 (31e salon) : Jean-François Gambino
- 2008 (32e salon) : Judith Devaux (née en 1972)
- 2009 (33e salon) : Jean-Marie Fiori
- 2010 (34e salon) : Geymann
- 2011 (35e salon) : Pascal Masi
- 2012 (36e salon) : Chesade
- 2013 (37e salon) : Damien Colcombet
- 2014 (38e salon) : Florence Jacquesson
- 2015 (39e salon) : Hélène Arfi
- 2016 (40e salon) : Thierry Bénénati
- 2017 (41e salon) : Saint-Cast
- 2018 (42e salon) : Frédéric Jager
- 2019 (43e salon) : Sophie Dabet dite SO
- 2020 (44e salon) : Salon annulé
- 2021 (45e salon) : Olivia Trégaut

### PrixRoger Bertrand Baron(1907-1994)
Offert par la Ville de Bry-sur-Marne, ce prix est décerné à un peintre, graveur, dessinateur, laqueur, pour l'ensemble de son œuvre. 
- 1992 (16e salon) : Alisson Hawkes
- 1993 (17e salon) : Pierre Dauphin
- 1994 (18e salon) : Solberg
- 1995 (219e salon) : Serge Lombard
- 1996 (20e salon) : Alain Baudelocque
- 1997 (21e salon) : Anne Nicolle
- 1998 (22e salon) : Michel Lasnier
- 1999 (23e salon) : Violette Kissling-Pelatti
- 2000 (24e salon) : Bernadette Planchenault
- 2001 (25e salon) : Philippe Vanardois
- 2002 (26e salon) : Patrice Berthon
- 2003 (27e salon) : Michel Jouin
- 2004 (28e salon) : Christophe Drochon
- 2005 (29e salon) : Romuald Crampé
- 2006 (30e salon) : Christian Daché
- 2007 (31e salon) : Anne-Marie Lacaze
- 2008 (32e salon) : Danielle Beck
- 2009 (33e salon) : Franz Bodo
- 2010 (34e salon) : Geymann
- 2011 (35e salon) : Marie-Hélène Stokkink
- 2012 (36e salon) : Françoise Nesse
- 2013 (37e salon) : Lukáš Kándl
- 2014 (38e salon) : François Blin
- 2015 (39e salon) : Valérie Glasson
- 2016 (40e salon) : Hélène Legrand
- 2017 (41e salon) : Emmanuelle Van Noppen
- 2018 (42e salon) : Béatrice Boisseau-Chapuis
- 2019 (43e salon) : Stéphane Alsac
- 2020 (41e salon) : Salon annulé
- 2021 (45e salon) : Olivier Claudon

### Prix Henri Mori[3]
- 1997 (21e salon) : Olivia Tregaut
- 1998 (22e salon) : Jean-Philippe Marie dit Moisson
- 1999 (23e salon) : Jean Lemonnier
- 2000 (24e salon) : Patrice Pailly
- 2001 (25e salon) : François Chapelain-Midy
- 2002 (26e salon) : Jean Vassileff
- 2003 (27e salon) : Marie-Noëlle Dauphin-Landre
- 2004 (28e salon) : Vincent Celotti
- 2005 (29e salon) : Diana Demova
- 2006 (30e salon) : Olivier Couteaux
- 2007 (31e salon) : Capri
- 2008 (32e salon) : Umberto

### Prix de la Fonderie Rosini[3]
- 2006 (30e salon) : Virginie Billault-Toquin
- 2007 (31e salon) : Sophie Dabet dite SO
- 2008 (32e salon) : Sylvain Gillot
- 2009 (33e salon) : Olivier Adriansen
- 2010 (34e salon) : Ingrid M.
- 2011 (35e salon) : Jean-Paul Rivière
- 2012 (36e salon) : Kathinka Gunn
- 2013 (37e salon) : Pascal Chesneau
- 2014 (38e salon) : Marc Delacourcelle
- 2015 (39e salon) : Azekine Tolmbaye
- 2016 (40e salon) : Umberto
- 2017 (41e salon) : Bernaed Bersani
- 2018 (42e salon) : Barbara Lacoste

### Prix des Éditions Abbate-Piolé[3]
- 2008 (32e salon) : Marie Sillières
- 2009 (33e salon) : Chenx
- 2010 (34e salon) : Stéphanie Laurent
- 2011 (35e salon) : Valérie Glasson
- 2012 (36e salon) : Julie Salmon
- 2013 (37e salon) : Jean-Luc Seigneur
- 2014 (38e salon) : Emmanuelle Van Noppen
- 2015 (39e salon) : Olivier Claudon
- 2016 (40e salon) : Christine Pultz`
- 2017 (41e salon) : Laetitia Plinguet
- 2018 (42e salon) : Catherine Aubecq
- 2019 (43e salon) : JMaryse Louis
- 2020 (44e salon) : Salon annulé
- 2021 (45e salon) : Marcelle Panthère

### Médaille d'or du Salon national des artistes animaliers[3]
- 1989 (18e salon) : Michel Bassompierre (né en 1948)
- 2012 (41e salon) : Thierry Benenati

### Médaille d'argent du Salon national des artistes animaliers[3]
- 2012 (41e salon) : Jean-Pierre David

### Médaille de bronze du Salon national des artistes animaliers[3]
- 2012 (41e salon) : Tiana Guenant-Ranarivelo